# Aleksandra Paczka
Aleksandra Paczka – polska bokserka, medalistka mistrzostw Unii Europejskiej (2009) w kategorii do 60 kg, mistrzyni Polski juniorów (2005, 2006) oraz seniorów (2008, 2011, 2012). 

## Kariera amatorska
Była zawodniczką BKS Orkan Gorzów Wielkopolski. Jako junior zdobywała mistrzostwo Polski w kategorii do 54 kg w roku 2005 oraz w kategorii do 60 kg w roku 2006. Podczas kariery seniorskiej dwukrotnie zdobywała złote medale mistrzostw Polski również w tych samych kategoriach wagowych w roku 2008, 2011 i 2012.
Jest dwukrotną ćwierćfinalistką mistrzostw Europy z roku 2006 i 2007 oraz medalistką mistrzostw Unii Europejskiej z roku 2009.